# ولفگانگ ویکلر
ولفگانگ ویکلر (انگلیسی: Wolfgang Wickler؛  2024–1931 ) دانشمند در زمینه رفتارشناسی جانوران اهل آلمان بود.